# تبتي
تَبْتِي (بالإنجليزية: Tapati)‏، و(بالسنسكريتية: तपती)‏، هي إلهة في الهندوسية. وهي معروفة أيضًا باسم إلهة نهر تبتي وإلهة الجنوب الأم (موطن الشمس) حيث تجلب الحرارة إلى الأرض. وفقا لبعض النصوص الهندوسية، كانت تبتي ابنة سوريا (إله الشمس) وتشايا، إحدى زوجات سوريا. لقد قيل أنه لا يمكن لأي شخص في العوالم الثلاثة أن يضاهيها في الجمال، والمثالية، والالتزام الديني المتين.